# Marla (Australia)
Marla è una località australiana dell'Australia Meridionale amministrata dal Fondo per lo sviluppo delle comunità aborigene dell'Outback. Si trova a circa 970 km a nord-ovest di Adelaide e a circa 402 km a sud di Alice Springs.